# 雲龍 (笛奏者)
雲龍（英:UNRYU、うんりゅう）は1962年大阪生まれ笛奏者、音楽家。細野晴臣 with 環太平洋モンゴロイドユニットのメンバー。長野県飯田市在住。

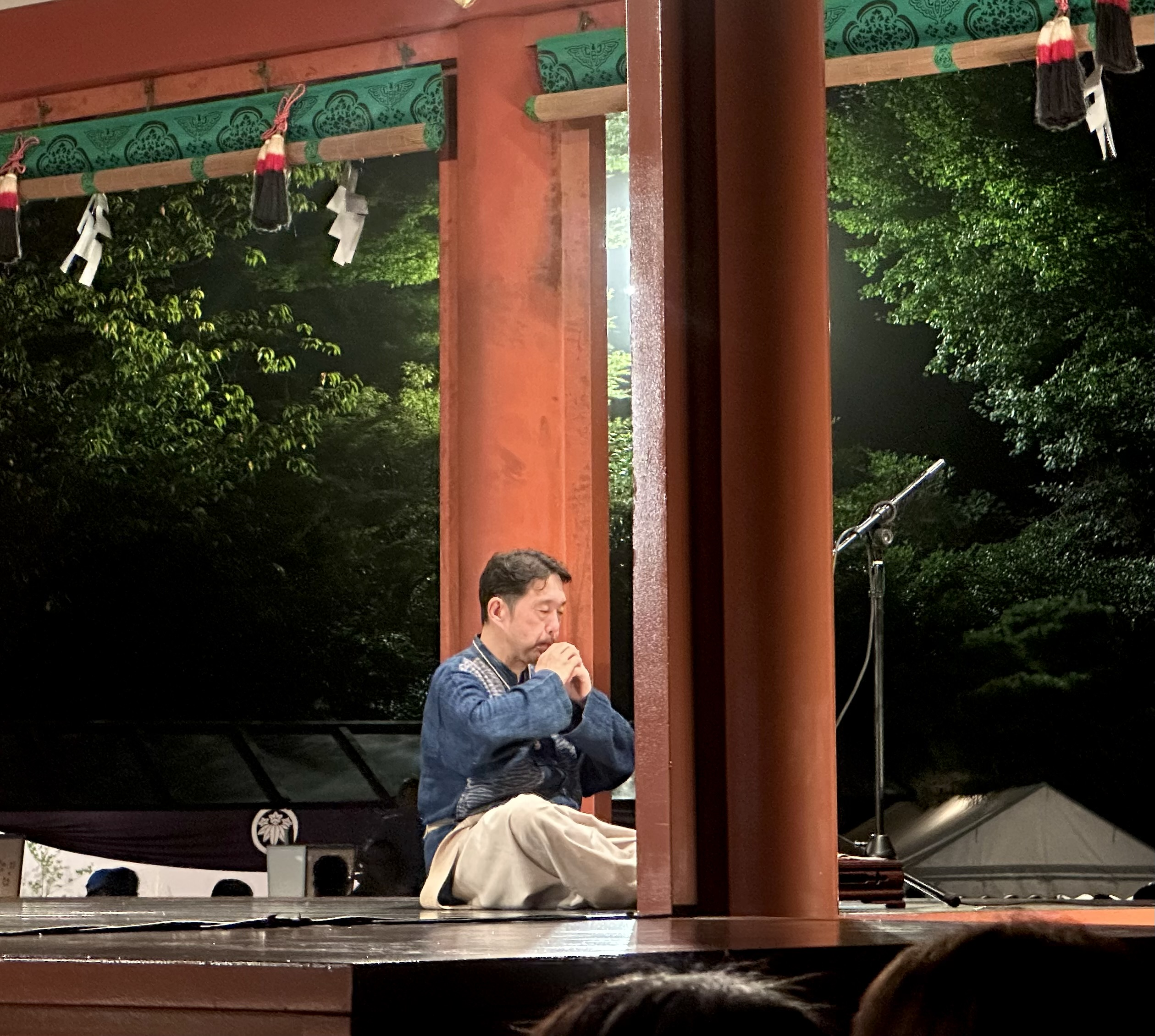
雲龍、鎌倉にて

幼い頃より笛に親しみ、横笛をはじめ土笛、木の実の笛、コアガラスの笛、ネイティブアメリカンフルートなど数多くの笛を演奏する。
信州高遠美術館「平山郁夫」展、ワタリウム美術館（東京都）における岡本太郎出展「大地の精神」展、横尾忠則 & 細野晴臣「アートパワー」展などで演奏。
神社仏閣での演奏も多く出雲大社、鹿島神宮、熱田神宮、松平東照宮、京都・清水寺(成就院)、東福寺(塔頭・願成寺)、鎌倉・浄妙寺。尾道・浄土寺ほかで奉納演奏。伊勢・猿田彦神社本殿遷座巡行祭に参加。京都国際会議場にて第三回世界水フォーラム 国連開発計画(UNDP) 及びユネスコ共催「水と教育」記念式典にて開会式、閉会式共に演奏。
1997年から細野晴臣 with 環太平洋モンゴロイドユニットのメンバーとしての活動。
2004年立川志の輔 落語と狂言が出逢う能舞台「満月の會」に一年間出演。世界遺産登録記念「森羅万唱」〜紀伊山地からの祈り〜 紀伊山地の霊場と参詣道 記念式典にて細野晴臣 with 環太平洋モンゴロイドユニットとして出演。熊野本宮大社旧社地（大斎原）石祠の前にて献笛した。
鞍馬、出雲、吉野、富士山、高千穂など様々な場所で笛を演奏している。